# نفل رباعي الأوراق

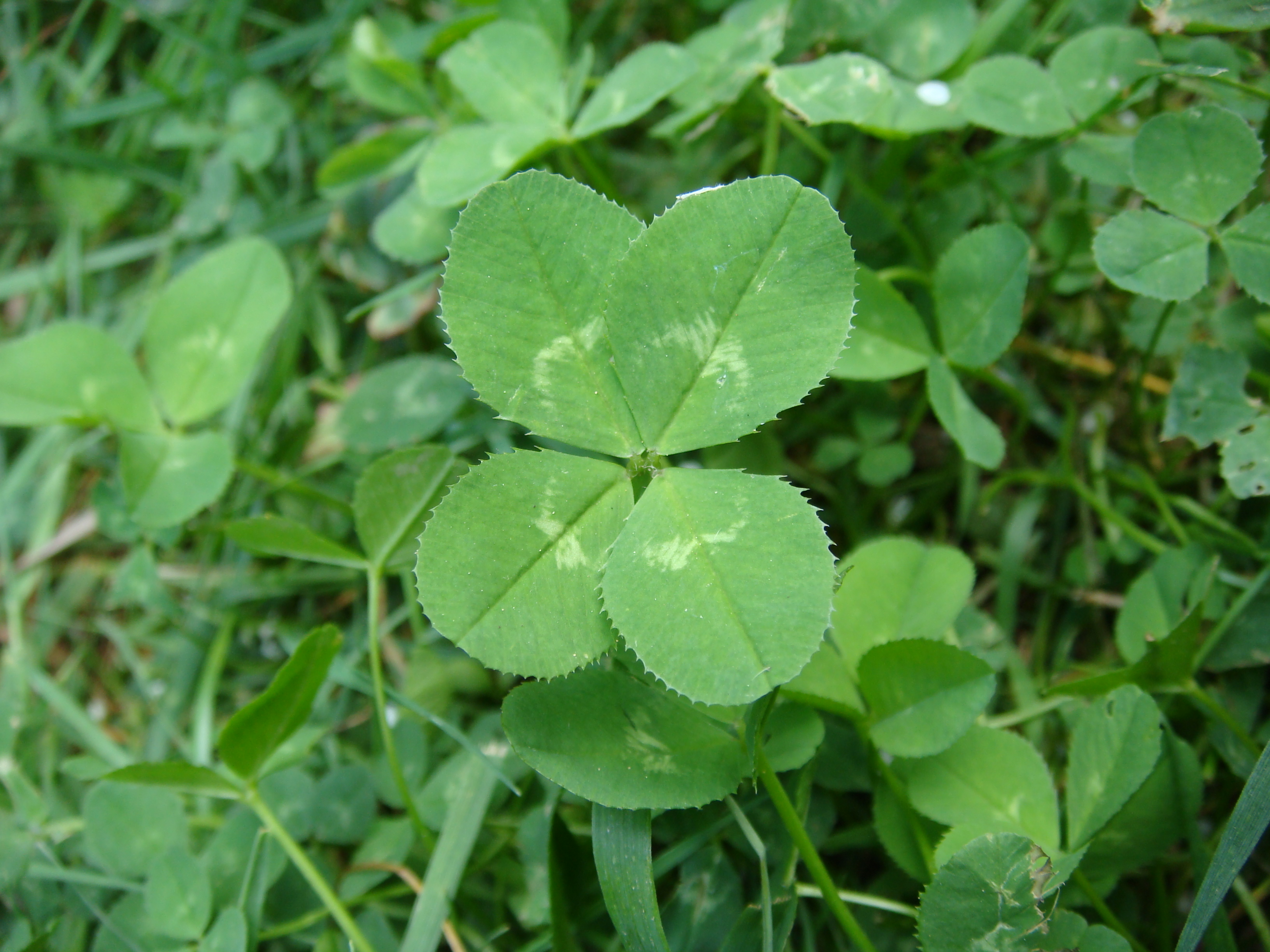
نفل أبيض رباعي الأوراق (الاسم العلمي: Trifolium repens).

نفل رباعي الأوراق (بالإنجليزية: Four-leaf clover)‏، شذوذ نادر يحدث في نباتات النفل ثلاثية الأوراق يؤدي لظهور وريقة إضافية في ساق النبتة، حسب القصص الشعبية المتداولة يعتبر النفل رباعي الأوراق علامة للحظ الجيد لكن من غير المعروف أين ومتى تطورت هذه الفكرة، أقدم إشارة للنفل رباعي الأوراق تعود لعام 1640 وذكر فيها أن النفل الرباعي كان يُحتفظ به في الحدائق وذلك لأنه «مفيد في علاج الفرفرية لدى الأطفال أو الآخرين»، ظهر وصف آخر للنفل رباعي الأوراق عام 1869 يقول «يجتمع المشعوذون في الليالي المقمرة ليجمعوه (النفل رباعي الأوراق) من أجل مزجه مع مكونات وأعشاب أخرى، في حين أن الفتيات الشابات اللآت يبحثن عن تذكار للسعادة يقمن بالبحث عنه خلال النهار».
لكن من المحتمل أن تكون أول إشارة للرابط بين النفل رباعي الأوراق والحظ الجيد أتت من طفلة بعمر 11 عام كتبت في رسالة إلى مجلة سانت نيكولاس [الإنجليزية] سنة 1877 تقول «هل همست الجنيات في أذنك بأن النفل رباعي الأوراق يجلب الحظ الجيد لمن يجده؟».

## الظهور
يعتقد أن نسبة ظهور نفل ذو أربعة أوراق هو (1 إلى 10,000) من النفل ثلاثي الأوراق، لكن وجدت دراسة إستقصائية أجريت لما يزيد عن 5 ملايين نبات نفل أن النسبة الحقيقة تقترب من (1 إلى 5,000) أي أن إحتمالية ظهوره هي ضعف الإعتقاد السابق، لكن هذه الإحتمالية المنخفضة لم تمنع الجامعين من الحصول على أكثر من 160,000 نفلة رباعية الأوراق خلال فترة حياتهم، والرقم القياسي العالمي المسجل لأكبر عدد تم جمعه من النفل رباعي الأوراق خلال ساعة واحدة هو 166 نبتة يعود إلى الأمريكية «كاتي بوركا» وجرى في يوم 23 يونيو 2018.
يمكن أيضًا أن يظهر نفل بعدد أوراق أكثر من أربعة، حيث يوجد نفل خماسي الأوراق بشكل أكثر ندرة في الطبيعة من الرباعي، إلا أن إستنباته تم بنجاح، بعض جامعي نبات النفل رباعي الأوراق خصوصًا في آيرلندا يعتبرون أن النفل خماسي الأوراق هو مكافئة خاصة.
أكبر عدد أوراق تم إكتشافه في ساق نفل واحد (الاسم العلمي: Trifolium repens L.) يبلغ 56 ورقة إكتشفه «شيغيو أوبارا» في مدينة هاناماكي، محافظة إواتيه، اليابان يوم 10 مايو 2009.

## السبب
لا يزال مصدر هذه الظاهرة محط نقاش فيما إذا كان سببها وراثيًا أو بيئيًا، ندرة ظهورها النسبية (1 كل 5,000) قد تدل على وجود جين وراثي متنحي محتمل يظهر بتردد منخفض، بدلاً من ذلك يمكن أن يكون السبب عائدًا إلى طفرة جسمية، أو خطأ بالنمو بسبب تأثير بيئي خارجي، كما يمكن أن يكون ناجم أيضاً عن تفاعل بين الجينات التي تؤدي إلى فصل النبات إلى وحدات مستقلة، ولا يوجد ما يمنع حدوث الإحتمالات الأربعة السابقة جميعها على الوحدات الفردية من النبات مما يؤدي إلى ظهور عدة سيقان لها أوراق نفل رباعية في نفس النبات.
أفاد باحثون من جامعة جورجيا أنهم حددوا الجين الذي يحول النفل العادي ثلاثي الأوراق إلى رباعي الأوراق، عن طريق تغطية المعلمات الجزيئية [الإنجليزية] لجينات النفل ثلاثي الأوراق وتعريضها إلى ظروف بيئية شديدة مما يسمح بتحديد الجين المسؤول عن ظهور النفل رباعي الأوراق، نتيجة الدراسة حددت بالإضافة إلى هذا سمتين أخريين من سمات الأوراق في جينات النفل الأبيض ونشرت في عدد يوليو/أغسطس 2010 من مجلة كروب ساينس [الإنجليزية] الصادرة عن الجمعية الأمريكية لعلوم المحاصيل.
تم تعيين الجينات المسؤولة عن ظهور البقع الحمراء والضلع الوسطي الذي يشكل نمط متعرج يتوسط كل وريقة بلون أحمر غامق، أدى إلى حل سؤال عمره قرن حول ما إذا كانت هذه السمات محكومة بجين واحد أو جينين منفصلين.
يحتوي النفل الأبيض على العدد من الجينات التي تؤثر على شكل ولون الورقة لكن الثلاثة قيد الدراسة كانت نادرة جدًا، يمكن أن تكون هذه الصفات جذابة للغاية إذا ما تم جمعها مع صفات أخرى لإنتاج نفل الزينة واستخدامه في مشاتل الزهور.
توجد تقارير أيضًا عن مزارع في الولايات المتحدة تتخصص في إنتاج النفل رباعي الأوراق وتنتج قرابة 10,000 وحدة منه يوميًا لغرض وضعها في تذكارات كتميمة حظ، يقومون بهذا الإستنبات عن طريق إدخال عناصر معدلة وراثيًا إلى النبات لتحفيز حدوث الطفرات.

## أصناف متعددة الأوراق

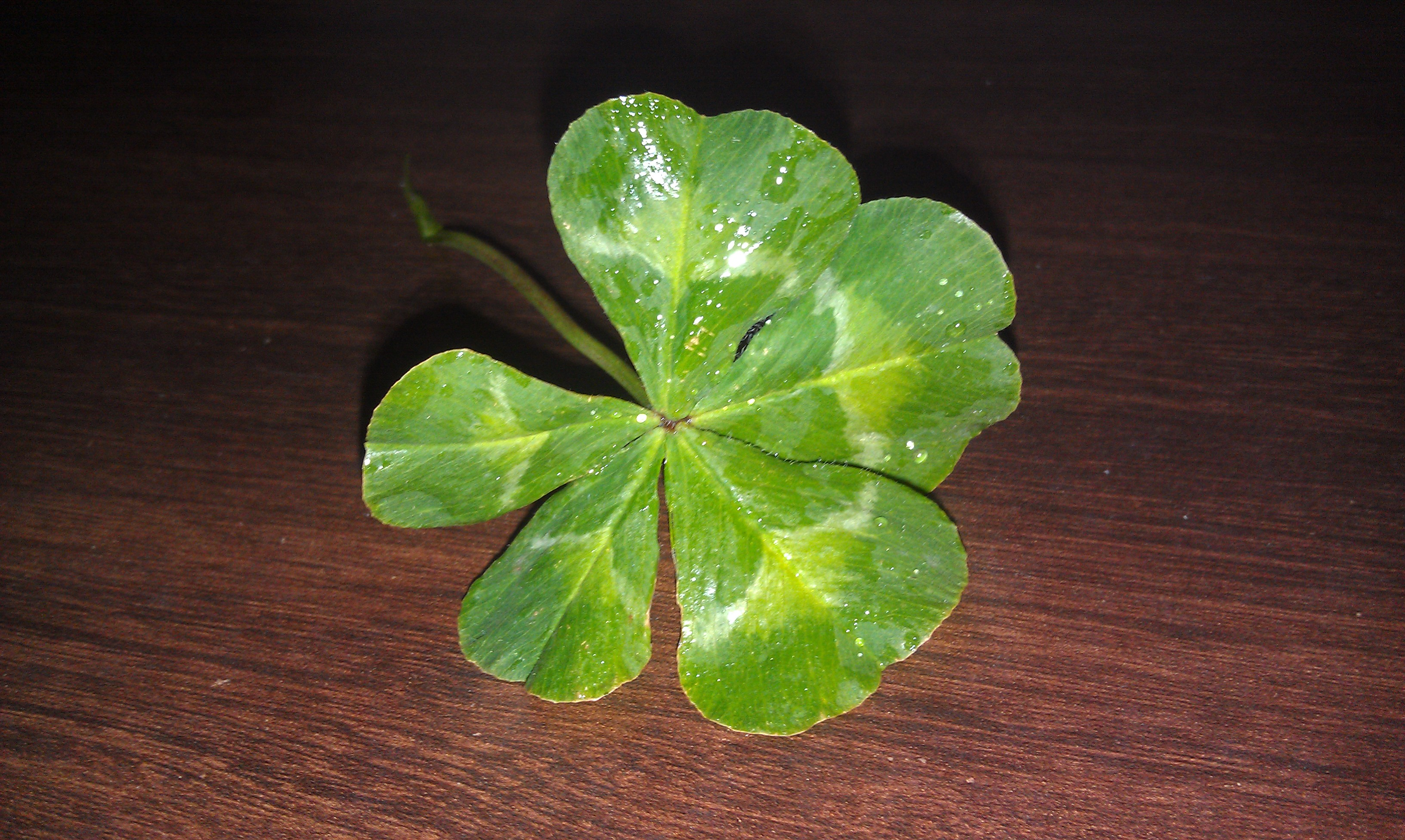
نفل خماسي الأوراق.

توجد مستنبتات عديدة من «النفل الأبيض» (الاسم العلمي: Trifolium repens) تنتج بشكل منتظم سيقان بوريقات أكثر من ثلاثة منها نفل زاحف أرجواني الأوراق ونفل زاحف أخضر الأوراق، بعض النفل يملك أوراق بشكل أكثر شبهاً بالإسباتي  منه بالأوراق المدورة ويمكن أن يعزى هذا إلى الطفرات الجينية، بعض الطفرات الجينية في النفل تؤثر على شكل الأوراق بالإضافة إلى إنتاج أنماط من لون مشابه للصدأ على الأوراق.
نفل الحظ الجيد الزاحف مستنبت من النفل يمكن أن يحتوي على ثلاثة أو أربعة أو خمسة وريقات خضراء بنمط داكن عند وسطها.

## أنواع أخرى

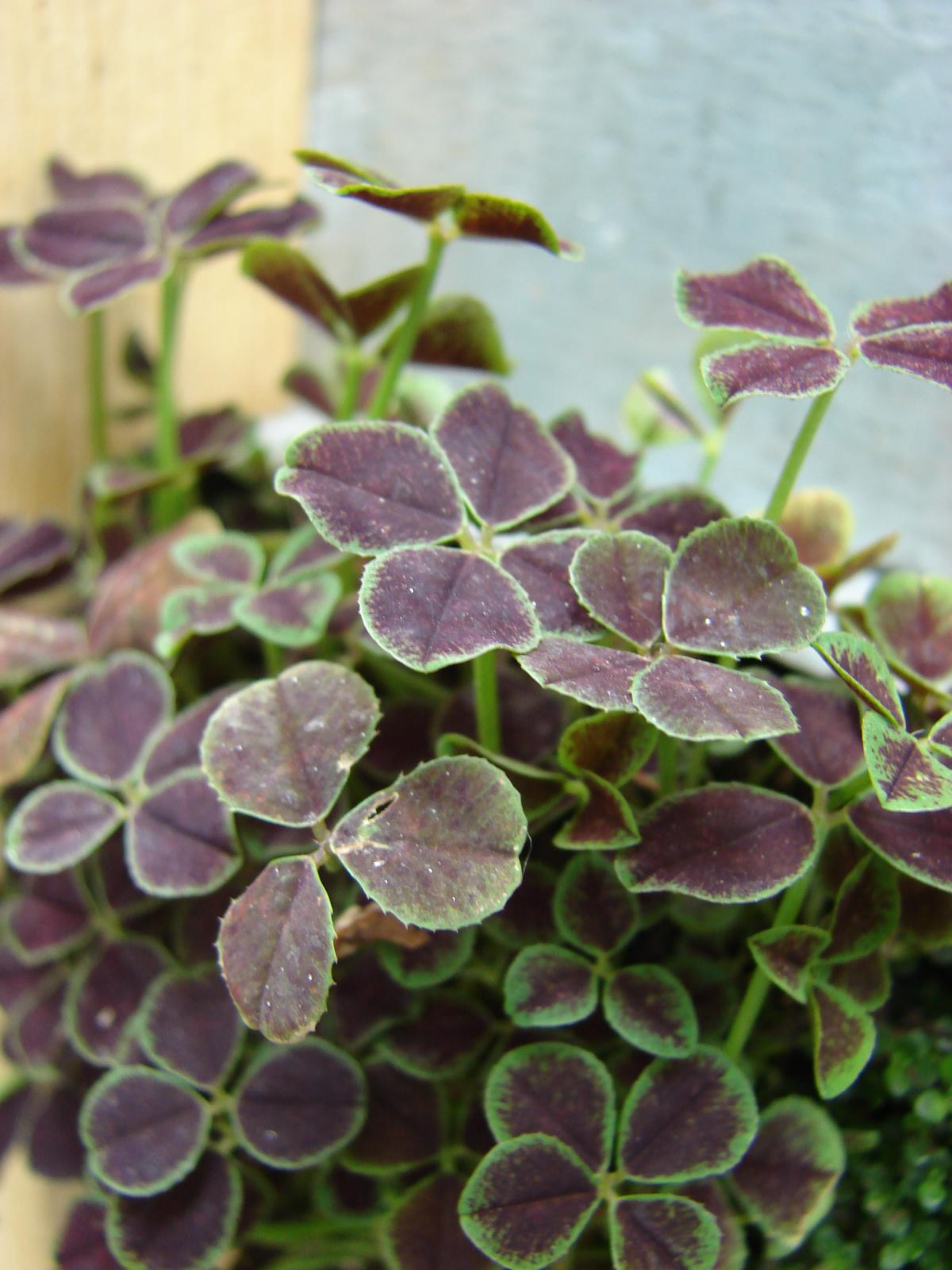
نفل زاحف ارجواني الأوراق.

توجد نباتات أخرى يمكن أن يظن خطأً أنها نفل رباعي الأوراق أو تباع على انها نفل رباعي الأولى منها مثلا أقصليس الصليب الحديدي [الإنجليزية] نوع من الحميض التي تشبه إلى حد كبير النفل، بالإضافة إلى أنواع أخرى يتم بيعها على أنها «نفل رباعي الأوراق» مثل نفل الماء الأوروبي.

## الاستخدام الرمزي
- شركة صناعة السيارات الإيطالية ألفا روميو اعتادت على رسم نفلة رباعية الأوراق أو كما سميت «كوادريفوغليو» على جانب سياراتها المستخدمة في السباقات، بدأ هذا التقليد منذ عام 1923 بعد أن قام السائق أوغو سيفوتشي [الإنجليزية] بتزيين سيارته بشعار نفل أخضر داخل خلفية بيضاء.
- تضع شركة إستكشاف الفضاء التي مقرها لوس أنجلوس سبيس أكس رقعة نفل رباعي الأوراق كدلالة للحظ الجيد في جميع مهماتها، وظهر الشعار أول مرة خلال الإطلاق الأول لصاروخ فالكون-1 الناجح عام 2008.[23]
- نادي سلتيك لكرة القدم من غلاسكو، سكوتلندا، يستعمل علامة النفل رباعي الأوراق كشعار رسمي له منذ أكثر من 40 عامًا.
- ستوديو تطور الألعاب الياباني السابق ستوديو كلوفر استعمل النفل رباعي الأوراق كشعار رسمي له.
- شبكة التنمية الدولية للشباب 4H تستخدم في شعارها النفل رباعي الأوراق مع 4 حروف H بيضاء اللون.[24]
- يانصيب نيو جيرسي [الإنجليزية] تستخدم النفل رباعي الأوراق في شعارها الرسمي على آلة سحب كرات اليانصيب.
- يستعمل موقع مشاركة الصور الناطق بالإنجليزية فورتشان في شعاره نفل رباعي الأوراق، اشتق الشعار من تسريحة شعر الشخصية الخيالية «يوتسوبا كويواي».
- يستعمل الرمز في شعارات الأحزاب الزراعية [الإنجليزية] قدمه الحزب الجمهوري للمزارعين والفلاحين [الإنجليزية] والإتحاد الوطني الزراعي البلغاري [الإنجليزية]، والمكتب الزراعي الدولي [الإنجليزية] في الفترة ما بين الحربين، ولا يزال يستعمل إلى الآن من قبل حزب الشعب البولندي [الإنجليزية] وحزب الوسط الاستوني والأحزاب الزراعية النوردية [الإنجليزية].
- في اليابان يستعمل النفل رباعي الأوراق كشعار خاص للسيارات والمركبات الخضراء صديقة البيئة.

## المعنى
بعض القصص الشعبية تذكر صفات يمكن أن يحصل عليها من يعثر على نفلة رباعية الأوراق حسب كل وريقة من النبتة، ترمز الوريقة الأولى إلى الأمل والثانية إلى الإيمان والثالثة إلى الحب والوريقة الرابعة تدل على الحظ.
وتتكلم قصص أخرى عن قدرة يحصل عليها من يقطف النفل رباعي الأوراق تمكنه من رؤية الجنيات، أو عن كونها مرتبطة مع شرح القديس باتريك لعقيدة الثالوث المقدس لسكان آيرلندا على نبات النفل.